# Ludovic Abiței
Ludovic Abiței (1952 - 2024) a fost un fost deputat român în legislatura 2000-2004, ales în județul Suceava pe listele partidului PRM. Ludovic Abiței a fost membru în grupurile parlamentare de prietenie cu Australia și Venezuela. Ludovic Abiței a fost căsătorit, tată a doi copii, medic de profesie.
1. ↑  Toni (9 iulie 2024), Doctorul Abiței a trecut la cele veșnice la vîrsta de 72 de ani. Domnul Abiței a fost director al Direcției de Sănătate P, Radio TOP Suceava 104 FM